# Eranina pusilla
Eranina pusilla är en skalbaggsart som först beskrevs av Bates 1874.  Eranina pusilla ingår i släktet Eranina och familjen långhorningar.
Artens utbredningsområde är:
- Costa Rica.
- El Salvador.
- Guatemala.
- Honduras.
- Nicaragua.

Inga underarter finns listade i Catalogue of Life.